# NGC 1704
NGC 1704 је расејано звездано јато у сазвежђу Златна риба које се налази на NGC листи објеката дубоког неба.
Деклинација објекта је - 69° 45' 23" а ректасцензија 4h 49m 55,5s. Привидна величина (магнитуда) објекта NGC 1704 износи 11,5. NGC 1704 је још познат и под ознакама ESO 56-SC9.